# Jaap Wolters
J.H. (Jaap) Wolters (Nieuwe Pekela, 28 juni 1955) is een Nederlandse ondernemer en directeur van Hanzevast, een aanbieder van beleggingsfondsen in vastgoed en scheepvaart. 
Na een HBS-opleiding studeerde Wolters achtereenvolgens Economie en Tandheelkunde aan de Rijksuniversiteit Groningen.
Tijdens zijn studie begon Wolters met het onderverhuren van kamers. Hij nam na zijn afstuderen een tandartspraktijk over in Hamburg maar zijn interesse voor vastgoedzaken bleef. In Duitsland signaleerde Wolters de fiscale voordelen voor Duitsers om te beleggen in Nederlandse vastgoedprojecten. Dit mondde uit in samenwerking met MPC Münchmeyer Petersen Capital, een van de oudste Duitse emissiehuizen. Wolters richtte in 1995 de onderneming Hanzevast op voor de ontwikkeling en het beheer van vastgoed.
Sinds 1 januari 2006 is Wolters kamerheer van de koning(in) in de provincie Groningen.